# Parc naturel régional des Pyrénées catalanes
Parc natural regional del Pirineu Català
Pour les articles homonymes, voir Pyrénées catalanes.
 (octobre 2021).
Le parc naturel régional des Pyrénées catalanes (en catalan : parc natural regional del Pirineu català, généralement abrégé en parc del Pirineu català,) est une zone protégée couvrant le tiers occidental du département français des Pyrénées-Orientales. Créé en mars 2004, il est le premier parc naturel régional du massif pyrénéen.
Il comprend 66 communes où vivent 21 000 habitants et s'étend sur 138 000 hectares. Il regroupe 3 régions historique, le Capcir, la Cerdagne, et le Conflent, s'étalant des zones maraîchères et fruitières des vallées de basse altitude, aux plus hauts sommets des Pyrénées-Orientales en passant par les grands massifs de garrigue et de forêt méditerranéenne.
Sur un territoire riche de sept réserves naturelles et trois sites Natura 2000, l’objectif du projet de développement durable contenu dans la charte du parc est la protection des espaces naturels, ainsi que le développement économique de la région.
Traversé par le Train jaune, qui parcourt depuis 1910 les 62 km entre Villefranche-de-Conflent et Latour-de-Carol, le parc valorise l'environnement en fédérant l’ensemble des acteurs locaux, au service de l’économie locale. Il compte neuf stations de ski, deux citadelles Vauban classées au Patrimoine mondial de l'UNESCO et deux stations thermales.
La maison du parc, où le public peut trouver des informations du lundi au vendredi est située à Olette depuis juillet 2015. 

## Géographie

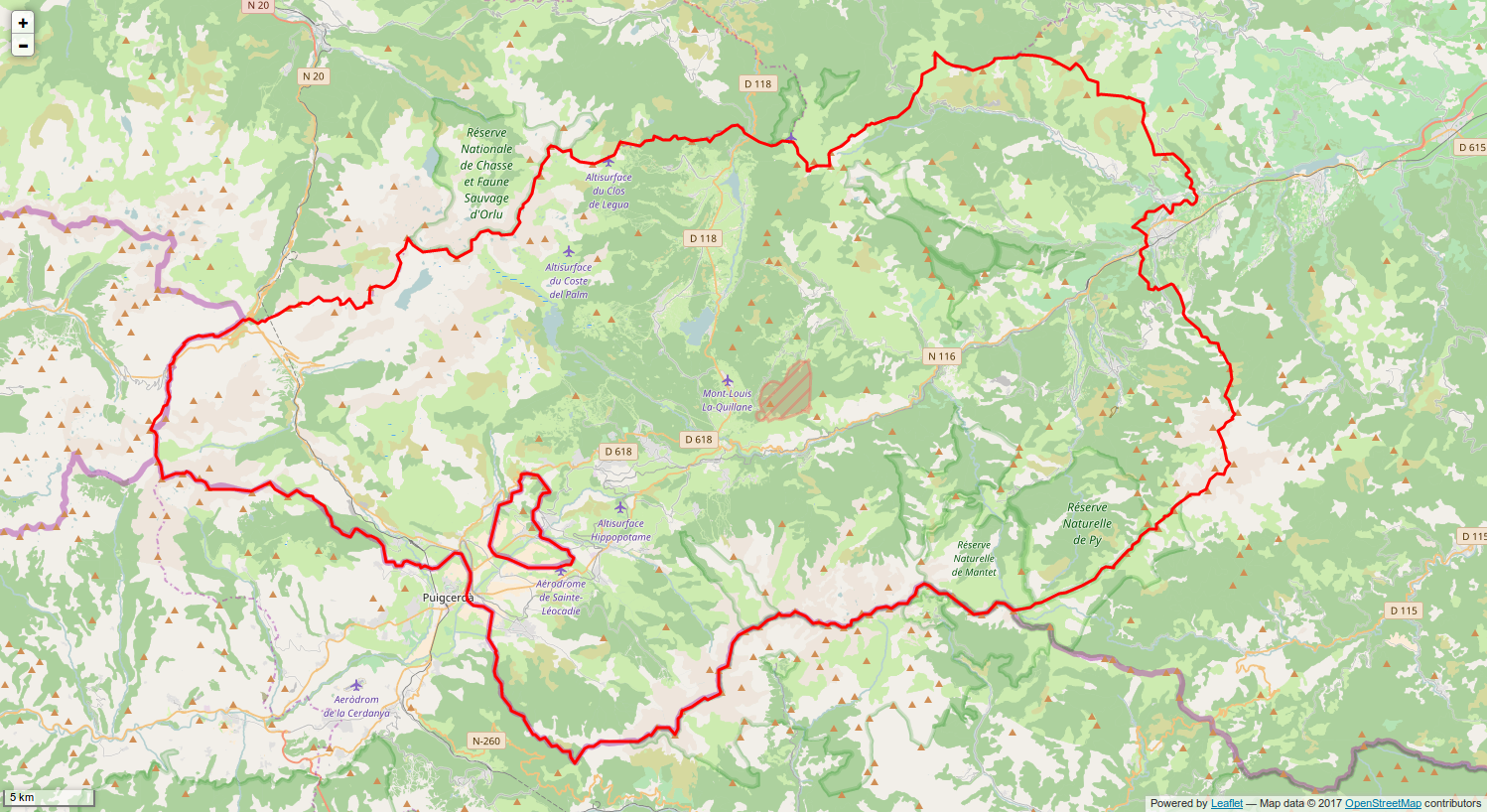
Périmètre du PNR.

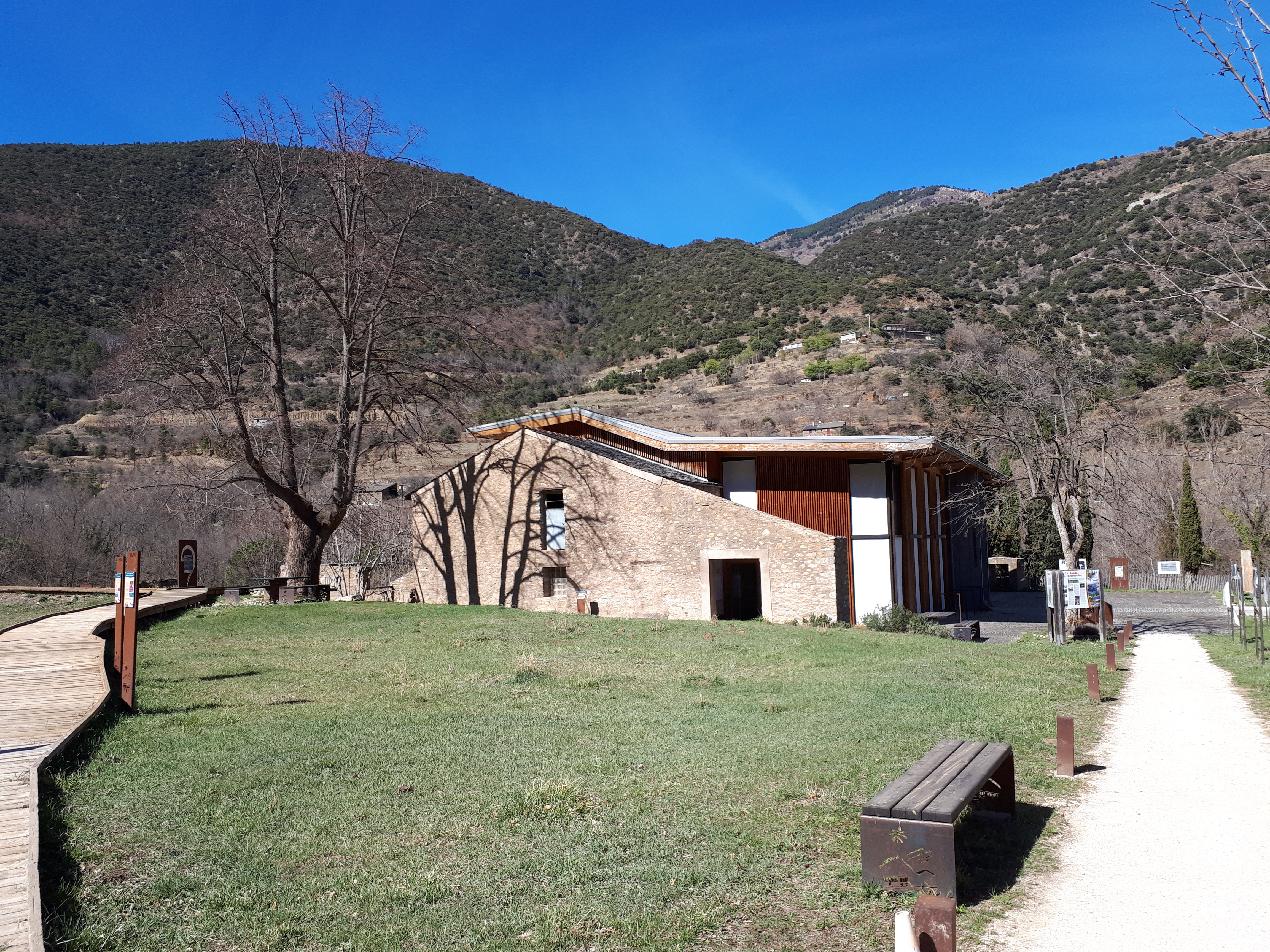
La Maison du parc naturel régional des Pyrénées catalanes.

Le parc naturel régional des Pyrénées catalanes se situe à l'ouest du département des Pyrénées-Orientales, limitrophe de celui de l'Ariège (à l'ouest) et de l'Andorre à l'extrême sud-ouest. Le Parc naturel régional des Pyrénées ariégeoises, lui, est plus occidental, en rive gauche de la rivière Ariège.

### Topographie
Son altitude varie entre 300 et 3 000 mètres. Il regroupe sur son territoire une partie du massif du Canigou et du massif du Madres, le pic Carlit (point culminant, à 2 921 mètres), le Puigmal (2 910 m).

### Géologie[4]et hydrologie[5]
La chaîne des Pyrénées est le fruit de la convergence des plaques tectoniques ibérique et européenne, et est constituée de massifs anciens. Ces massifs sont séparés par des couloirs de failles dans des formations sédimentaires paléozoïques, soulignées par les fleuves Tech, et Têt.
Les eaux souterraines sont utilisées pour le thermalisme. On trouve dans le parc du gneiss, des granites, migmatites, phyllades, schistes et des marnes, grès ou calcaires. Le pied du Canigou est majoritairement formé de gneiss et de granites.
Les principales associations de sols groupent, avec les Lithosols, des sols bruns acides ou eutrophes (Brunisols Dystriques ou Brunisols Eutriques), des rankers (Rankosols) et des sols ocre podzoliques Alocrisols). Les sols ont des épaisseurs très irrégulières en fonction de la pente.
On trouve principalement des sols jeunes sous les forêts, dont plus d’un quart sont caillouteux ou très caillouteux.

#### Le Carol
Les rivières s'écoulant au Sud du col du Puymorens (Vignole, Font-Vive, Campcardos) alimentent le Carol, dont le cours en France s'étend sur environ 25 km avant d'entrer en Espagne à proximité de Puigcerdà, et de se jeter dans le Sègre, lui-même affluent de l'Èbre.
En tête du bassin versant, le barrage du Lanoux (et les prises d'eau de Fourats, de la Porteille et du Cortal Rousso) détournent annuellement environ 28 millions de m3 d'eau vers l'usine EDF de l'Hospitalet. Un même volume est détourné vers la rivière Ariège en aval de l'Andorre, par une galerie appelée Canal Verdier, pour reconstituer le débit moyen du Carol à partir de Porta.

#### La Têt

Logo du PNR des Pyrénées Catalanes

La Têt est le fleuve le plus long des Pyrénées-Orientales. Il prend sa source dans le lac des Bouillouses, aux pieds du massif du Carlit, jusqu'aux embouchures de la Méditerranée.

#### Les barrages hydrauliques
Le barrage du lac des Bouillouses a été construit au début du XXe siècle, à l'origine pour alimenter en électricité le train jaune. Il alimente l'usine SHEM du Pla des Aveillans, pour une production de 20 millions de kilowatts-heures, mais aussi les canons à neige des stations de ski locales et les exploitations agricoles de Font-Romeu, Bolquère et Égat. Long de 384 m sur 18,74 m de haut, sa largeur va de 5 m en haut à 13,58, pour une capacité dépassant 19 millions de m3. 
Le barrage de Puyvalador, érigé entre 1925 et 1932, mesure 161 m de long sur 31 m de haut et contient 36 000 000 m3 d'eau.
Le barrage du Lanoux, une voûte très mince en béton d'une épaisseur de 2 m en crête et de 6 m aux fondations, construite entre 1957 et 1961, mesure 177 m de long sur 45 de haut. Sa capacité de 70 millions de m3 sert de réservoir à l'usine EDF de L'Hospitalet-près-l'Andorre, également alimentée par une dizaine de prises d'eau, sur d'autres ruisseaux.
Le barrage de Matemale, bâti entre 1957 et 1959, mesure 984 m de long sur 33,50 m de haut à partir du terrain naturel, avec une épaisseur maximale de 165 m. Sa capacité de rétention est de 20,55 millions de m3.

## Flore et faune
La forêt, essentiellement des pins à crochets, compte pour 50 % de sa superficie. L'élevage ovin, bovin ou équin extensif occupe 70 000 hectares d'estives. La faune et la flore sont influencées par un climat aux caractéristiques à la fois méditerranéenne et montagnarde.

## Gestion
Le parc naturel des Pyrénées Catalanes est géré par un comité syndical regroupant des représentants de 66 communes :
- Les Angles • Angoustrine-Villeneuve-des-Escaldes • Ayguatébia-Talau • Bolquère • Bourg-Madame • La Cabanasse • Campôme • Canaveilles (Llar) • Casteil • Catllar • Caudiès-de-Conflent • Conat (Betllans) • Corneilla-de-Conflent • Dorres • Égat • Enveitg • Err• Escaro (Aytua) • Estavar • Eyne • Fillols • Font-Romeu-Odeillo-Via • Fontpédrouse • Fontrabiouse •  Formiguères • Fuilla • Jujols • Latour-de-Carol • La Llagonne • Llo • Mantet • Matemale • Molitg-les-Bains • Mont-Louis • Mosset • Nahuja • Nohèdes • Nyer • Olette (Évol) • Oreilla • Osséja • Palau-de-Cerdagne • Planès • Porta • Porté-Puymorens • Puyvalador • Py • Railleu • Réal • Ria-Sirach • Sahorre • Saillagouse • Saint-Pierre-dels-Forcats • Sainte-Léocadie • Sansa • Sauto (Fetges) • Serdinya (Joncet) • Souanyas (Marians) • Targasonne • Taurinya • Thuès-Entre-Valls • Ur • Urbanya • Valcebollère • Vernet-les-Bains • Villefranche-de-Conflent

- Trois Communautés de communes :
  - La Communauté de communes Canigou - Val Cady ;
  - La Communauté de communes Pyrénées catalanes ;
  - La Communauté de communes Pyrénées Cerdagne.
- Le Conseil départemental des Pyrénées-Orientales ;
- La région Occitanie.

La présidence du Parc est assurée depuis 2004 par le président du Conseil départemental, soit par Christian Bourquin puis par Hermeline Malherbe. En 2021, la présidence est pour la première fois assurée par le maire de Matemale, Michel Garcia.
Il est par ailleurs limitrophe, au nord-est, du Parc naturel régional Corbières-Fenouillèdes.

### Gestion des sites Natura 2000
Le parc est la structure opératrice de trois sites Natura 2000:
- Le Capcir-Carlit-Campacardos[8]
- Le massif du Madres-Coronat[9],[10]
- Le massif du Puigmal-Carança[11]

#### Le Site Natura 2000 du Capcir-Carlit-Campacardos[12]
Le site regroupe 15 communes sur une superficie de 40 000 hectares:
Angoustrine, Bolquère, Dorres, Enveitg, Fontrabiouse, Font-Romeu,
Formiguères, La Llagonne, Latour-de-Carol, Les Angles, Matemale, Porta, Porté, Puyvalador et Targasonne
C’est un grand site des Pyrénées-Orientales, à la variété d'habitats naturels, qui accueille oiseaux, grands rapaces et galliformes caractéristiques, mais le développement des stations de sports d’hiver a créé des perturbations.

#### Le Site Natura 2000 du Madres-Coronat
Le site regroupe 17 communes sur une superficie de 21 000 hectares: Ayguatébia, Caudiès-de-Conflent, Conat, Corneilla-de-Conflent, Formiguères, Fuilla, Jujols, Matemale, Mosset, Nohèdes, Olette, Oreilla, Puyvalador, Railleu-Sansa, Réal, Serdinya, Urbanya, Villefranche-de-Conflent.
Autres caractéristiques du site
Le plus haut sommet du massif de Madres-Coronat culmine à 2469m, au nord de la chaîne pyrénéenne.
Sa vocation historique a toujours été sylvo-pastorale. À partir du large plateau sommital rayonne un réseau hydrographique qui entaille profondément le massif. Le périmètre du site a été redéfini en 2006 : il ne concerne plus désormais, que le versant sud du massif, inclus dans le département des Pyrénées Orientales. Le versant nord, qui appartient au bassin versant de l'Aude, a été logiquement rattaché au site contigu de la haute vallée de l'Aude (FR9101470).
Le site est localisé sur 2 domaines biogéographiques : 87 % pour le domaine alpin et 13 % pour le domaine méditerranéen.
Qualité et importance
En raison des influences atlantiques au nord et à l'ouest et des influences méditerranéennes au sud et à l'est, le massif fournit une grande quantité de végétation sur plus de 20 000 hectares de terres. Il y a aussi des garrigues supra-méditerranéennes, des pinèdes à Pin sylvestre ou à Pin à crochet, que des hêtraies pures ou des hêtraies-sapinières, des landes à Genêt purgatif ou à Rhododendron, ou encore des pelouses alpines.
Le massif est en très bonne protection et a un fort potentiel biologique.L'amélioration des pratiques de gestion forestière peut être encore renforcée.Il a un cortège floristique remarquable.
Les falaises d'altitude abritent une plante endémique pyrénenne, l'Alyssum des Pyrénées (Alyssum pyrenaicum). Le Dracocéphale d'Autriche (Dracocephalum austriacum), plante dont c'est la seule station en Languedoc-Roussillon est à rechercher.
14 espèces de Chauves-souris dont 5 d'intérêt communautaire ainsi que 3 espèces de Lépidoptères dont 1 prioritaire, y vivent.
On y rencontre l'Isabelle (Graellsia isabellae), insecte d'intérêt communautaire très localisé au niveau mondial (France-Espagne), au niveau national (Pyrénées-Alpes) tout comme au niveau régional (quelques populations dans les Pyrénées).
Les mammifères sont présents. Le Desman (Galemys pyrenaicus) endémique pyrénéo-cantabrique, indicateur de la qualité des eaux, est attesté.
Vulnérabilité

Le massif est bien protégé. Cependant, certaines formations ouvertes (pelouses, landes claires) sont menacées par des fermetures environnementales associées à la grande dynamique des ligneux et à la réduction de la pression pastorale.

#### Le Site Natura 2000 du Massif du Puigmal-Carança
Le massif du Puigmal-Carança regroupe dix communes, sur une superficie de plus de 10 000 hectares:
Err, Eyne, Fontpédrouse, Llo, Nyer, Osséja, Planès, Saint-Pierre-dels-Forcats, Thuès-Entre-Valls et Valcebollère.
Il y deux réserves naturelles dans le périmètre du site : La réserve naturelle nationale de la vallée d'Eyne et la réserve naturelle régionale de Nyer
et un Site naturel classé: les gorges de la Carança.
- Près de 200 espèces protégées par la législation française : Adonis des Pyrénées, Rossolis à feuilles rondes, Apollon (papillon), Chat sauvage, Coronelle girondine, Vautour fauve…
- 79 espèces d’intérêt communautaire justifiant la création d’une zone spéciale de conservation (directive Habitats, Faune, Flore) en 1999 et d’une zone de protection spéciale (directive Oiseaux) en 2006 : Desman des Pyrénées, Grand Tétras, Gypaète barbu...
- 39 habitats d’intérêt communautaire : Forêts de Pins à crochets, Pelouses à Nard, Tourbières...
- Douze associations de chasseurs
- Cinq associations de pêcheurs
- Neuf groupements pastoraux
- Une station de ski alpin : Cerdagne Puigmal 2900
- De nombreux sentiers de randonnée, sites d’escalades...
- Plusieurs massifs forestiers publics et privés

## Accès

Parc naturel régional des Pyrénées catalanes.

Le parc est accessible par la route.
Différentes destinations nature sont alors proposées :
- Réserves naturelles ;
- Eaux chaudes ;
- Les grottes ;
- Boucles cyclables ;
- Sentier d’interprétation ;
- Sites classés.

Des séjours thématiques sont également possibles.
Le parc naturel régional offre la possibilité de pratiquer de nombreux sports, en mode loisir ou compétition :
- Ski et nordique ;
- Canyon baignade et pêche ;
- Éco-événements et avis ;
- VTT et bicyclette ;
- Rando, treck et trail ;
- Vol et planeur ;
- Accessibilité et handicap[14].

Dans la catégorie patrimoine montagnard, on trouve le patrimoine vernaculaire, qui raconte la vie des hommes, leur adaptation au milieu et l’organisation de leurs sociétés, le patrimoine religieux, composé d’art roman et baroque, le patrimoine pastoral qui consiste à retirer les pierres afin de pouvoir exploiter les terres puis utiliser ces pierres pour l’édification d’ouvrages de pierres sèches. Le train jaune fait également partie du patrimoine montagnard. Il s’agit d’un TER rouge et jaune desservant 22 gares sur une ligne de 63 kilomètres construite en 1903.
Différents musées et sites classés patrimoine mondial de l’UNESCO sont présents dans le parc.

### Réserves naturelles de Catalogne
- Parc naturel de l’Alt Pirineu
- Parc naturel de Cadi-Moixero
- Parc naturel du Cap de Creus
- Parc national d'Aigüestortes et lac Saint-Maurice
- Paratge naturel d’Interès nacional de l’Albera

### Réserves naturelles des Pyrénées-Orientales
- Réserve naturelle nationale de la forêt de la Massane
- Réserve marine de Cerbère-Banyuls
- Réserve naturelle de Conat
- Réserve naturelle de la vallée d'Eyne
- Réserve naturelle de Jujols
- Réserve naturelle de Mantet
- Réserve naturelle du Mas Larrieu
- Réserve naturelle de Nohèdes
- Réserve naturelle de Prats-de-Mollo
- Réserve naturelle de Py
- Réserve naturelle régionale de Nyer